# Лесли (Мисури)
Лесли (енгл. Leslie) град је у америчкој савезној држави Мисури.

## Демографија
По попису из 2010. године број становника је 171, што је 84 (96,6%) становника више него 2000. године.
| Група             | 2000.       | 2010.       |
| Белци             | 87 (100,0%) | 165 (96,5%) |
| Афроамериканци    | 0 (0,0%)    | 0 (0,0%)    |
| Азијати           | 0 (0,0%)    | 0 (0,0%)    |
| Хиспаноамериканци | 0 (0,0%)    | 4 (2,3%)    |
| Укупно            | 87          | 171         |